# Bracon cylasovorus
Bracon cylasovorus är en stekelart som först beskrevs av Sievert Allen Rohwer 1923.  Bracon cylasovorus ingår i släktet Bracon och familjen bracksteklar. Inga underarter finns listade.